# Jul med Astrid Lindgren
Jul med Astrid Lindgren är ett svenskt halvanimerat TV-program som hade premiär på SVT Play och SVT den 24 december 2023. Programmet är ett samarbete mellan SVT, Astrid Lindgren Aktiebolag och Qvisten Animation AS. För regin svarar Are Austnes och Yaprak Morali.
SVT har uttalat ambitionen att programmet ska bli en kommande jultradition.

## Innehåll
Programmet utgörs av ett antal berättelser, flertalet animerade, baserade på Astrid Lindgrens böcker.
Lustig-Gök, som tidigare aldrig gestaltats med rörliga bilder, fungerar som ramberättelse som de andra programmen presenteras i. Filmen kretsar kring syskonen Gunnar och Gunilla som har varit sjuka under lång tid nu när det närmar sig jul. De är uttråkade och föräldrarna ger dem ett gökur för att slippa tjatet. Göken i uret är levande och berättar sagor för barnen.
Programmet innehåller även nya animerade inslag av klassiska serier. Bland annat med Nils Karlsson Pyssling, Snöbollskriget i Katthult, Räven och Tomten och Kajsa Kavat. I programmet återfinns även arkivklipp från Vi på Saltkråkan och Pippi Långstrump.

### Rollista
Medverkande för ramberättelsen Lustig-Gök.
- Olof Wretling – Lustig-Göks röst
- Vilhelm Blomgren – Pappa
- Cecilia von der Esch – Mamma
- Cornelia Dahl – Gunilla
- Ingmar Grip – Gunnar
- Jakob Oftebro – Sketch röst[6]

## Produktion
Projektet inleddes 2017. Olof Wretlings repliker som Lustig-Gök spelades in tidigt i produktionen när det endast fanns en skiss av göken. Sedan animerades göken efter hans insats.

## Mottagande
Redan när SVT annonserade programmet drogs paralleller med Kalle Anka och hans vänner önskar God jul i media och på sociala medier.
Programmet fick vid premiär ett ljummet mottagande från kritiker. I kritiken framfördes det att programmet plagierade Kalle Anka och hans vänner önskar God jul.
Programmet sågs av 911 000 tittare.

### Webbkällor
- Jul med Astrid Lindgren – Medverkande

### Fotnoter
1. 1 2 3 4 5 6 7 8 9 10  Jul med Astrid Lindgren – Medverkande, Sveriges Television, läs online, läst: 25 december 2023.[källa från Wikidata]
2. 1 2  ”Ny jultradition i SVT – med Astrid Lindgrens sagor i fokus”. SVT Nyheter. 18 augusti 2022. https://www.svt.se/kultur/svt-satsar-pa-ny-jultradition. Läst 17 augusti 2023.
3. 1 2  ”Julberättelser av Astrid Lindgren blir ny jultradition i SVT”. omoss.svt.se. 18 augusti 2022. https://omoss.svt.se/arkiv/nyhetsarkiv/2022-08-18-julberattelser-av-astrid-lindgren-blir-ny-jultradition-i-svt.html. Läst 17 augusti 2023.
4. 1 2  ”Så ändrar SVT tablån på julafton: ”Drömt om det””. www.expressen.se. 20 augusti 2023. https://www.expressen.se/noje/sa-andrar-svt-tablan-pa-julafton-dromt-om-det/?fbclid=IwAR0xwMblJX33AjUlxBhsONa0VndIwvzAlNAodmndgcZBO7-RNnV5-2t42Wc. Läst 22 augusti 2023.
5. ↑  ”Julberättelser av Astrid Lindgren blir ny jultradition i SVT”. omoss.svt.se. 18 augusti 2022. https://omoss.svt.se/arkiv/nyhetsarkiv/2022-08-18-julberattelser-av-astrid-lindgren-blir-ny-jultradition-i-svt.html. Läst 14 juni 2023.
6. ↑  ”Jul med Astrid Lindgren – Medverkande”. https://credits.svt.se/jul-med-astrid-lindgren/. Läst 25 december 2023.
7. ↑  Erik Segerpalm (21 december 2023). ”Karlstadsprofil kittet i SVT:s nya julaftonstradition: Kan inte riktigt bli större”. Värmlands Folkblad. https://www.vf.se/2023/12/21/olof-wretling-ar-kittet-i-svts-nya-julaftonstradition-kan-inte-bli-storre-4143e/. Läst 30 december 2023.
8. ↑  ”Tittarna rasar på SVT:s nya julaftonstablå: "Arga mejl"”. nyheter24.se. 15 november 2023. https://nyheter24.se/noje/tv/1203629-tittarna-rasar-pa-svts-nya-julaftonstabla-arga-mejl. Läst 30 december 2023.
9. ↑  ”Ny jultradition i SVT – med Astrid Lindgrens sagor i fokus”. SVT Nyheter. 18 augusti 2022. https://www.svt.se/kultur/svt-satsar-pa-ny-jultradition. Läst 30 december 2023.
10. ↑  ”Så blir julaftonstablån – hårda kritiken mot SVT”. www.expressen.se. 15 november 2023. https://www.expressen.se/noje/sa-blir-julaftonstablan-harda-kritiken-mot-svt/. Läst 30 december 2023.
11. ↑  ”Därför tittar så många på ”Kalle Anka” på julafton”. www.expressen.se. 22 december 2023. https://www.expressen.se/noje/kronikorer/mattias-bergqvist/kalle-anka-astrid-lindgren-svt-kronika/. Läst 29 december 2023.
12. ↑  Hallhagen, Erika (22 december 2023). ”Hur mycket Astrid Lindgren tål julen? | Erika Hallhagen”. Svenska Dagbladet. ISSN 1101-2412. https://www.svd.se/a/8Jy71x/vad-gor-jul-med-astrid-lindgren-med-astrid-lindgren. Läst 29 december 2023.
13. ↑  ”Vi har sett SVT:s En jul med Astrid Lindgren – så bra är nya traditionen”. Filmtopp.se. https://www.filmtopp.se/kronika/svt-s-nya-julsatning-en-jul-med-astrid-lindgren. Läst 29 december 2023.
14. ↑  ”Låga siffror för Kalle Anka i år”. www.aftonbladet.se. 27 december 2023. https://www.aftonbladet.se/a/RGVMPx. Läst 29 december 2023.